# Košarkaški klub BFC Beočin
Il Košarkaški klub BFC Beočin era una società cestistica avente sede nella città di Beočin, in Serbia.
Fondata nel 1970, disputa il campionato jugoslavo, e il miglior risultato ottenuto è il secondo posto nella stagione 1995-96. Si è sciolta nel 1997.